# Fatešinghrao Gaekwad
Fatešinghrao Prataprao Gaekwad II. (1930 Vádódara – 1988 Bombaj) byl indický politik, hráč kriketu a titulární mahárádža z Barody od roku 1951 do roku 1988.

## Život
Fatešinghrao Gaekwad se narodil 2. dubna 1930 do bohaté rodiny Pratapova Singh Gaekwadova, posledního vládnoucího maharádži z Barody a jeho první manželky Maharani Šantadevi Sahib Gaekwad. Po otcově sesazení vládou v roce 1951 zdědil jeho titul a stal se oficiálně barodským maharádžou. Ovšem o dvacet let později, v roce 1971 zrušila indická vláda ve 26. dodatku k indické ústavě všechny oficiální symboly knížecí Indie, včetně titulů, společenských privilegií a peněžních benefitů.

### Sportovní kariéra
Během svého života se věnoval kriketu. Byl útočícím pravorukým pálkařem. Mezi lezy 1946 a 1958 reprezentoval Barod v indické soutěži Ranji Trophy a ihned ve své první sezoně získal skóre 99. Při několika příležitostech hrál proti zahraničním týmům a po ukončení aktivní sportovní kariéry se stal roshlasovým komentátorem kriketu a kriketový klub mu udělil čestné doživotní členství. Od roku 1960 byl manažerem Barodské kriketové asociace a o tři roky později se stal předsedou správní rady pro kriket v Indii poté, co sloužil jako její viceprezident. V Anglii byl známý jako „Jackie Baroda“, řídil indické kriketové turné v Anglii v roce 1959 a v Pákistánu v letech 1978 a 1982. Byl nejmladším prezidentem Kontrolní rady pro kriket v Indii. 
Kromě sportu se zajímal o architekturu, v roce 1980 napsal vydal knihu Paláce Indie.

### Politická kariéra
Fatešinghrao Gaekwad působil v různých veřejných funkcích. Byl kancléřem barodské Univerzity Maharaja Savajira a v roce 1963 předsedou správní rady Národního institutu pro sport. V této době navíc zastával funkci člena parlamentu, a to mezi lety 1957 až 1967. V roce 1967 se vzdal místa v parlamentu, aby se mohl ucházet o pozici tajemníka ministerstva obrany, kterou následně získal. Funkci ministra obrany vykonával krátce, protože brzy převzal funkci ministra zdravotnictví. V roce 1971 se vrátil do parlamentu, kde působil až do roku 1980.
Zemřel v bombajské nemocnici Breach Candy 1. září 1988 ve věku 58 let. Protože neměl děti, jeho již neoficiální titul barodského maharádži tak zdědil jeho mladší bratr Ranjitsinhrao Gaekwad.